# Pentispa
Pentispa is een geslacht van kevers uit de familie bladkevers (Chrysomelidae).
De wetenschappelijke naam van het geslacht werd in 1875 gepubliceerd door Félicien Chapuis.

## Soorten
- Pentispa aequatoriana (Wesie, 1910)
- Pentispa amplipennis (Uhmann, 1930)
- Pentispa atrocaerulea (Champion, 1894)
- Pentispa beata (Baly, 1885)
- Pentispa bilimeki (Spaeth, 1937)
- Pentispa candezei (Chapuis, 1877)
- Pentispa chevrolati (Chapuis, 1877)
- Pentispa clarkella (Baly, 1885)
- Pentispa cristata (Chapuis, 1877)
- Pentispa distincta (Baly, 1885)
- Pentispa emarginata (Chapuis, 1877)
- Pentispa explanata (Chapuis, 1877)
- Pentispa fairmairei (Chapuis, 1877)
- Pentispa geniculata (Pic, 1932)
- Pentispa melanura (Chapuis, 1877)
- Pentispa morio (Fabricius, 1801)
- Pentispa parumpunctata (Weise, 1910)
- Pentispa perroudi (Pic, 1933)
- Pentispa pratti (Pic, 1932)
- Pentispa sallaei (Baly, 1885)
- Pentispa sanguinipennis (Baly, 1885)
- Pentispa sulcifrons (Champion, 1894)
- Pentispa suturalis (Baly, 1885)
- Pentispa vittatipennis (Baly, 1885)
- Pentispa viturati (Pic, 1932)